# Approvvigionamento idrico e servizi igienico-sanitari in Palestina
Le risorse idriche della Palestina sono completamente controllate da Israele e la divisione delle acque sotterranee è soggetta alle disposizioni dell'Accordo di Oslo II.
In generale, la qualità dell’acqua è notevolmente peggiore nella Striscia di Gaza rispetto alla Cisgiordania. Circa un terzo o la metà dell'acqua distribuita nei territori palestinesi si perde nella rete di distribuzione. Il blocco duraturo della Striscia di Gaza e la guerra di Gaza (2008-2009) hanno causato gravi danni alle infrastrutture della Striscia. Per quanto riguarda le acque reflue, gli impianti di trattamento esistenti non hanno la capacità di trattarle tutte, causando un grave inquinamento idrico. Inoltre, lo sviluppo del settore dipende fortemente dai finanziamenti esterni e dalla cooperazione israeliana.

## Situazione
La regione di Israele/Palestina è caratterizzata dalla scarsità delle risorse idriche, come molti altri paesi della regione, e diversi analisti considerano la condivisione delle risorse idriche il “singolo problema più importante” per i popoli del Medio Oriente. Negli anni ’90 un terzo di tutta l’acqua consumata in Israele proveniva da sorgenti sotterranee che a loro volta provenivano dalle piogge sulla Cisgiordania; la lotta per questa risorsa è stata descritta come un gioco a somma zero. Secondo Human Rights Watch la confisca dell'acqua da parte di Israele viola i Regolamenti dell'Aja del 1907, che vietano allo stato occupante di espropriare le risorse del territorio occupato a proprio vantaggio. Sulla scia degli avvenimenti del 1967, Israele abrogò i diritti idrici palestinesi in Cisgiordania e, con l’Ordine Militare 92 dell’agosto di quell’anno, spostò la gestione totale dell’acqua all’autorità militare, sebbene secondo il diritto internazionale i palestinesi avessero diritto ad una quota.
Entrambe le falde acquifere israeliane hanno origine nel territorio della Cisgiordania e senza di esse le sue città settentrionali si prosciugherebbero. Secondo John Cooley, i pozzi dei contadini palestinesi della Cisgiordania, che nella legge ottomana, britannica, giordana ed egiziana erano una risorsa privata di proprietà dei villaggi, erano un elemento chiave dietro la strategia israeliana post-1967 per mantenere il controllo dell'area e proteggere le "forniture idriche ebraiche" da quella che era considerata un "invasione". Molti pozzi esistenti furono bloccati o sigillati, ai palestinesi fu proibito di perforare nuovi pozzi senza autorizzazione militare (quasi impossibile da ottenere) e furono imposte quote restrittive sull’uso dell’acqua. Al 2010, 527 sorgenti in Cisgiordania forniscono ai palestinesi la metà del loro consumo interno. I pozzi storici che riforniscono i villaggi palestinesi sono stati spesso espropriati per l'uso esclusivo degli insediamenti israeliani: così il principale pozzo che serve al-Eizariya fu rilevato da Ma'ale Adumim negli anni '80, mentre la maggior parte della sua terra fu spogliata lasciando agli abitanti del villaggio 2,979 dei loro 11,179 dunam originali.
La maggior parte delle trivellazioni della compagnia idrica israeliana Mekorot in Cisgiordania sono situate nella Valle del Giordano, dove nel 2008 i palestinesi potevano prelevare il 44% in meno di acqua rispetto a quella a cui avevano accesso prima dell'accordo ad interim del 1995. Con gli accordi di Oslo, Israele otteneva l'80% delle acque della Cisgiordania, mentre il restante 20% era palestinese, percentuale che però non concedeva ai palestinesi alcun “diritto di proprietà”. Dei 138,5 metri cubi di acqua concordati per il 2011, i palestinesi sono riusciti a estrarne solo 87, date le difficoltà nell’ottenere i permessi israeliani, e il deficit causato dal prosciugamento della metà dei pozzi palestinesi deve essere parzialmente compensato acquistando acqua da Israele, risultando in una diminuzione del consumo idrico palestinese pro capite del 20%. Il consumo minimo pro capite di acqua secondo l'Organizzazione Mondiale della Sanità è 100 litri al giorno: nel 2022, un palestinese medio ne consuma 82 litri di acqua al giorno, contro i 247 litri di un abitante israeliano. Gli sviluppi urbani modello delle nuove città palestinesi, come la città di Rawabi, sono stati gravemente ostacolati dalle restrizioni sull'accesso all'acqua.. 
Ad oggi, si stima che il 97% dell'acqua di Gaza sia contaminata, e che stia quindi "avvelenando lentamente" gli abitanti della Striscia.